# Fehlerklassifizierung
Die Fehlerklassifizierung ordnet Fehler nach unterschiedlichen Kriterien in verschiedene Klassen ein und gibt damit eine Reihenfolge vor, welcher Fehler vorrangig behandelt werden muss.

## Allgemeines
Unter einem Fehler, teilweise auch als Nichtkonformität bezeichnet, versteht man gemäß der DIN EN ISO 9000 die fehlende Erfüllung einer festgelegten, voraussetzbaren Forderung. Ein Fehler ist also ein Merkmalswert, der die vorgegebenen Forderungen nicht erfüllt. Außerdem dient es dem unternehmensweiten, einheitlichen Umgang mit Fehlern.

## Nach der Fehlerursache gemäß Poka Yoke
Poka Yoke bedeutet die Verhinderung vermeidbarer Fehler und spielt eine tragende Rolle im Toyota-Produktionssystem. Durch die Verwendung einer „Fehlerliste“ können Fehler von vornherein vermieden oder schnell und effektiv aufgedeckt und sofort eliminiert werden.

### Versehentliche, absichtliche und mutwillige Fehler
Dabei können Fehler zunächst nach der Intention des menschlichen Versagens in drei Kategorien unterteilt werden: Fehler können aus Versehen oder durch Unachtsamkeit passieren oder aber absichtlich durch Sabotage oder Diebstahl. Weiter kann es zu mutwilligen Fehlern, durch den bewussten Verstoß gegen Regeln oder Vorschriften kommen.

### Weitere Ursachen
Weitere Ursachen für die Entstehung von Fehlern können Vergesslichkeit, Missverständnisse, fehlende Standards (fehlerhafte oder unvollständige Prozess- oder Arbeitsanweisungen), mangelnde Erfahrung oder fehlerhafte Ausführung (Verdrehen, Vertauschen, Verwechseln von Teilen oder Produktionsschritten) sein.

## Nach Six Sigma
Six Sigma ist eine Methode zur Steigerung der Qualität und der Effizienz von Unternehmensprozessen durch nachhaltige Beseitigung von Fehlerursachen und durch Minimierung von Prozessstreuungen. Sie wird verwendet um die Qualität zu steigern, Fehler zu vermeiden oder Kosten zu sparen. Dabei werden die Fehler in zwei Klassen eingeteilt:

### A-Fehler
Als A-Fehler werden fehlende, fehlerhafte oder nicht entdeckte Forderungen des Kunden bezeichnet.

### B-Fehler
Unter B-Fehlern werden Fehler verzeichnet, die vorhandene Forderungen fehlerhaft umsetzen, wie beispielsweise die unvollständige Umsetzung von Spezifikationen oder klassische Softwarefehler.

## Nach den Anforderungen der Normen
Die Normen, wie beispielsweise die ISO/TS 16949, fordern eine Überwachung, Identifizierung und Bewertung von Merkmalen, die von der Norm oder Vorgabe abweichen und eine anschließende Unterteilung in zwei Hauptklassen. Dabei steht es den Unternehmen jedoch frei, weitere Klassen und Kriterien zu definieren.

### Besondere / kritische Merkmale
Besondere oder kritische Merkmale, können je nach Unternehmen und Norm auch als wichtige, oder dokumentationspflichtige Merkmale, sowie im Englischen als critical oder significant characteristics bezeichnet werden. Ähnlich den Merkmalen des kritischen Fehlers, stellen kritische Merkmale durch schwerwiegende Abweichungen ein Risiko bezüglich der Funktionalität und Weiterverarbeitung (z. B. Schraube bricht bei der Montage), der Einhaltung gesetzlicher Vorschriften, der Sicherheit des Produkts und damit für das Leben der Mitarbeiter oder Kunden dar (z. B. Stromschlag durch mangelnde Isolierung, Kunde stürzt von Leiter aufgrund des Durchbrechens der Sprosse). Dabei wird die Abweichung des Merkmals nicht zuverlässig vor der Auslieferung bemerkt und kann somit negative Auswirkungen auf Image und Kundenzufriedenheit haben. Die FMEA-Bewertung ist dabei für die Auftretungswahrscheinlichkeit > 3, die Entdeckungswahrscheinlichkeit > 3, sowie die Bedeutung 8–10.

### Normale Merkmale
Normale Merkmale weichen dagegen nicht von Norm oder Vorgabe ab und stellen somit keinen Fehler dar.

## Nach formalen und inhaltlichen Fehler
Für den transparenten Umgang mit nachträglich festgestellten Fehlern in Veröffentlichungen haben die statistischen Ämter des Bundes und der Länder eine Einstufung und danach ausgerichtete Behandlung festgelegt:

### Besonders schwerwiegende inhaltliche Fehler
Besonders schwerwiegende inhaltliche Fehler können dem Image schaden. Jedoch kann die Unterscheidung zwischen geringen und schwerwiegenden inhaltlichen Fehlern schwierig sein. Diese erfolgt deshalb auf fachlicher Basis durch den betreffenden Statistikbereich. Folgende Fehlerklassen werden unterteilt:

### Schwerwiegende inhaltliche Fehler
Verändern den Inhalt der Veröffentlichung, können wirtschaftliche Folgen oder Verletzungen des Datenschutzes nach sich ziehen.

### Geringe inhaltliche Fehler
Diese verändern die Aussage der Veröffentlichung nicht oder nur geringfügig.

### Formale Fehler
Sie gelten als Schönheitsfehler, die keinen Einfluss auf die veröffentlichten Daten und Informationen haben. Beispielsweise Rechtschreib- und Grammatikfehler.

## Nach der Schwere der Fehlerfolgen
Gemäß ISO 2859-1 oder DIN 55350 können nach der Folgenschwere und dem Aufwand ihrer Behebung drei Fehlerklassen unterschieden werden:

### Kritischer Fehler (Critical Defect)
Kritische Fehler ziehen hohe Fehlerfolgen nach sich. Es sind sicherheitskritische Abweichungen aufgrund einer Veränderung des Produkts oder eines teilweisen, seltener auch eines vollständigen Funktionsausfalls. Sie verstoßen gegen gesetzliche Bestimmungen, machen das Produkt unbrauchbar oder stellen eine Gefahr für Umwelt, Gesundheit oder Leben dar und bedürfen sofortiger Korrekturmaßnahmen oder Rückrufaktionen, wodurch hohe Kosten entstehen können. Beispiele hierfür sind Fehler an Sicherheitseinrichtungen, wie Bremsanlagen oder eine Lebensmittel-Verunreinigung, beispielsweise Salmonellenbefall.

### Hauptfehler (Major Defect)
Als Hauptfehler werden nicht-kritische Fehler bezeichnet, die mittelschwere Fehlerfolgen verursachen. Zwar lassen sie eine Verwendung des Produkts zu, jedoch betrifft der Ausfall wesentliche Funktionen, wodurch die Brauchbarkeit des Produkts stark vermindert wird. Der Kunde würde in diesem Fall das Produkt zurückgeben. Als mögliche Beispiele können hier der Ausfall des Getriebes oder das Versalzen von Lebensmitteln genannt werden.
Reicht diese Einteilung nicht aus, so kann weiter in einen Hauptfehler A und B unterschieden werden: Dabei hat der Hauptfehler A den Verlust des Produkts oder die Unbrauchbarkeit zur Folge und das Produkt muss als Ausschuss aussortiert werden, wohingegen bei Hauptfehler B die Brauchbarkeit nur teilweise beeinträchtigt ist und durch Nachbesserung wiederhergestellt werden kann.

### Nebenfehler (Minor Defect)
Unter Nebenfehlern versteht man unbedeutende Fehler ohne wesentliche Folgen, die eine Verminderung der Qualität ohne oder mit nur geringer Beeinträchtigung der Funktion und damit der Brauchbarkeit des Produkts darstellen. Beispielsweise optische Mängel (Schönheitsfehler).
Auch diese Klasse kann weiter in Nebenfehler A und B unterteilt werden: Bei Nebenfehler A ist die Brauchbarkeit nur wenig beeinträchtigt. Unter dem Nebenfehler B versteht man einen Fehler, der die Brauchbarkeit zwar nicht beeinträchtigt, jedoch nicht vorkommen sollte. Er wird auch als belangloser Fehler bezeichnet.

## Nach der Priorität
Die Klassifizierung nach der Priorität findet besonders in der Softwareentwicklung ihre Anwendung. Aus diesem Grund sind die Beispiele aus diesem Bereich gewählt:

### Fehler hoher Priorität (High)
Fehler hoher Priorität behindern das Entwicklungsteam und führen zur Unbrauchbarkeit des Systems. Aus diesem Fall sollten sie schnellstmöglich, noch bevor das Produkt ausgeliefert wird behoben werden, auch wenn dies teilweise sehr zeitintensiv ist und den Stillstand des Software Testings zur Folge hat.

### Fehler mittlerer Priorität (Medium)
Auch hier muss der Fehler vor der Produktauslieferung behoben werden. Jedoch wird das Entwicklungsteam nicht in seiner Arbeit behindert, wodurch die Lösung des Fehlers im Entwicklungszyklus ohne Unterbrechung stattfinden kann.

### Fehler niedriger Priorität (Low)
Diese Fehler können durch einfache Aktionen behoben werden. Aus diesem Grund werden sie erst nach Behebung der Fehler höherer Priorität behandelt.

## Nach der Fehlergewichtsklassenbildung
Unternehmen unterteilen Fehler nach dem wirtschaftlichen Aufwand ihrer Behebung, welcher durch die Fehlergewichtung ausgedrückt werden kann.
Folgende Tabelle zeigt die Spaltenwertziffern des jeweiligen Fehlermerkmals, welche im Anschluss aufsummiert die Fehlergewichtung ergeben:
| Spaltenwertziffern                                                                  | 1               | 4                               | 9                                  | 16               | 25           |
| ----------------------------------------------------------------------------------- | --------------- | ------------------------------- | ---------------------------------- | ---------------- | ------------ |
| Wie ist der Fehler feststellbar?                                                    | sehr leicht     | leicht                          | bedingt schwer                     | schwer           | sehr schwer  |
| Wo wird der Fehler festgestellt?                                                    | ---             | noch in der Fertigungsabteilung | noch im Betriebsablauf             | nach der Montage | beim Kunden  |
| Wird das Teil Nacharbeit oder Ausschuss?                                            | ---             | Nacharbeit                      | Nacharbeit mit möglichem Ausschuss | ---              | Ausschuss    |
| Wie oft tritt der Fehler auf?                                                       | selten          | ---                             | häufig                             | ---              | sehr oft     |
| Wie ist die Reaktion des Abnehmers?                                                 | schwach         | ---                             | heftig                             | ---              | sehr heftig  |
| Wie hoch sind die Kosten des fehlerhaften Teils bezogen auf einen Facharbeiterlohn? | niedrig (≤ 1 h) | ---                             | mittel (1–5 h)                     | ---              | hoch (> 5 h) |
| Wie hoch ist der Lohnaufwand zur Beseitigung des Fehlers?                           | ≤ 10 min        | 10 – 30 min                     | 30 – 60 min                        | 1 – 5 h          | > 5 h        |
| Ist der Liefer- oder Fertigungstermin gefährdet?                                    | nein            | ---                             | möglicherweise                     | ---              | ja           |

Problematisch ist hierbei jedoch, dass die Bewertungsskala den Erfahrungen des Ausfüllers unterliegt und somit keine objektive-mathematische, sondern eine subjektive durch praktische Erfahrungen geprägte Bewertung vorliegt.

## Nach der Auswirkung auf den Kunden

### Bedeutung für den Kunden
Nach der Bedeutung für den Kunden kann eine Klassifizierung von „überhaupt keine Bedeutung“ = 0, über „geringe“ = 1 und „mittlere“ = 2 bis hin zu „sehr großer“ = 4 vorgenommen werden. Da Fehler, die eine starke Auswirkung auf den Kunden haben, in dieser Klassifizierung von besonderer Bedeutung sind, wird an Stelle der Zahl „3“ die „4“ verwendet, um den Abstand zu Fehlern der Kategorie 2 zu verdeutlichen.

### Wahrscheinlichkeit der Wahrnehmung
Zusätzlich wird die Wahrscheinlichkeit der Wahrnehmung durch den Kunden untersucht. Darunter versteht man gemäß der DIN EN ISO 9000:2015-11 einen neuen Begriff der Kundenzufriedenheit, der den Erfüllungsgrad der Kundenerwartung angibt.
Auch hier werden je nach Wahrscheinlichkeit der Notiznahme Zahlen vergeben:
- 100 % = 4
- >50 % = 3
- < 50 % = 2
- < 5 % = 1

### Kundenrelevanzzahl (KRZ)
Ähnlich der FMEA-Analyse wird die Häufigkeit des Fehlers mit seiner Bedeutung und der Wahrscheinlichkeit der Wahrnehmung multipliziert, woraus sich die Kundenrelevanzzahl, kurz KRZ, ergibt. Je größer diese Zahl ist, desto schwerwiegender sind die Auswirkungen auf den Kunden. Liegt ein Fehler mit hoher KRZ vor, so wird diesem besondere Bedeutung zugeschrieben und sofort gehandelt, da er mit hoher Wahrscheinlichkeit bemerkt wird und den Kunden zur Reklamation veranlasst.

## Nach der Beobachtungsgüte / Reproduzierbarkeit
Die Fehler werden abhängig von der Beobachtungsgüte / Reproduzierbarkeit in A, B oder C eingeteilt:
- A: Fehler wird eindeutig festgestellt, ist belegbar und reproduzierbar
- B: Fehler kann nicht ohne weiteres reproduziert werden, hat nicht immer gleiches Verhalten, aber tritt wiederholt auf
- C: Fehler ist nicht reproduzierbar, tritt nicht wiederholt auf

### Umgang mit diesen Fehlern
- A: Wird behoben
- B: Müssen lange gesucht werden, braucht oft Experten
- C: Lässt man sein, evtl. war es ein Testfehler. Sobald er wiederholt auftritt, wird er zu einem Fehler der Klasse B.

## Klassifizierung im Produktentwicklungsprozess
Entsprechend dem Paretoprinzip entstehen 80 % der Fehlerursachen in der Entwicklung und 20 % in der Produktion. Dabei ist die Produktentwicklung die Phase, um Merkmale beziehungsweise Fehler zu klassifizieren. Zur Analyse von Fehlerart und -häufigkeit, wird oft eine Fehlersammelkarte verwendet. Mit Hilfe dieser Karte kann bestimmt werden, mit welcher Notwendigkeit man sich mit dem Fehler befassen muss. Anhand der abfallenden Anordnung der Häufigkeiten der einzelnen Fehler erkennt man meist, dass wenige mit hoher Wahrscheinlichkeit auftretende Fehler einen Großteil des prozentualen Anteils der Fehler insgesamt ausmachen. Durch Behebung dieser Fehlerursachen kann die Qualität gesteigert werden.
Um die Fehlereliminierungskosten gering zu halten, müssen die Produktionsprozesse so aufgesetzt werden, dass das Auftreten von kritischen Fehlern minimiert wird. Es werden dabei nur Merkmale des Produktes betrachtet, die von großer Bedeutung sind, also die z. B. die Kundenzufriedenheit beeinträchtigen, die Sicherheit des Lebens gefährden oder die gesetzliche Vorschriften verletzen und damit einen hohen Aufwand rechtfertigen.
Anhand diverser Bewertungskriterien können die Merkmale klassifiziert werden. Dabei ist zu beachten, dass die Fehlereliminierungskosten gemäß der „Zehner-Regel“ ansteigen. Das heißt, die Kosten verzehnfachen sich mit jeder Produktionsstufe, somit sind sie während der Produktion ein Vielfaches höher als im Entwicklungsstadium.
Für die Qualitätsplanung in der Produkt- und Prozessentwicklung wird die APQP Methodik verwendet. Dabei sollen Fehler durch eine einheitliche, produktbezogene Dokumentationsstruktur vermieden werden. Die relevanten Merkmale werden zentral geplant, überwacht und verwaltet.

### Fehlererfassung und -analyse
Damit die Qualität gesteigert werden kann, indem das erneute Auftreten eines Fehlers verhindert wird, ist es wichtig, Fehler zu erfassen und die Fehlerursache zu analysieren. Das ist mit Hilfe der statischen Prozessregelung sowie den sieben Qualitätswerkzeugen möglich.

### Sieben Qualitätswerkzeuge
Die sieben Qualitätswerkzeuge wurden 1943 von Kaoru Ishikawa zusammengestellt. Sie bestehen aus mehreren Methoden und dienen Problemlösungsprozesse. Damit können Fehler erfasst und die Fehlerursachen analysiert werden. Dabei bauen die sieben Qualitätswerkzeuge aufeinander auf. Sie werden außerdem in die beiden Gruppen Fehlererfassungs- und Fehleranalysetechniken unterteilt.

### Statistische Prozessregelung
Bei der statistischen Prozessregelung werden standardisierte Prozesse überwacht und gelenkt. Die Qualitätsmerkmale werden regelmäßig gemessen und die Messergebnisse auf Qualitätsregelkarten übertragen. Dadurch kann man in den Produktionsprozess eingreifen, wenn die Werte ober- oder unterhalb der Grenzwerte sind und unerwünschte Entwicklungen verhindern. Die Qualitätsregelkarte hat den Vorteil, dass schon frühzeitig mögliche Trends erkannt werden können und sofort eingegriffen werden kann.

### Fehlererfassungstechniken
Dienen der Erfassung der Fehler durch grafische Darstellung der Fehler nach Art und Häufigkeit:
- Fehlersammelkarte
- Histogramm / Häufigkeitsverteilung
- Qualitätsregelkarte

### Fehleranalysetechniken
Diese dienen der Bestimmung der Fehlerursachen:
- Paretodiagramm
- Korrelationsdiagramm (Streudiagramm): grafische Darstellung von Merkmalswerten in einem Koordinatensystem zur Überprüfung von Ursache-Wirkungs-Beziehungen zwischen den betrachteten Variablen
- Brainstorming
- Ishikawa-Diagramm (Ursache-Wirkungsdiagramm)